# 18.ª etapa de la Vuelta a España 2018
La 18.ª etapa de la Vuelta a España 2018 tuvo lugar el 13 de septiembre de 2018 entre Ejea de los Caballeros y Lérida sobre un recorrido de 186,1 km y fue ganada por el ciclista belga Jelle Wallays del equipo Lotto-Soudal. El ciclista británico Simon Yates del equipo Mitchelton-Scott conservó el maillot de líder.

## Clasificación de la etapa
| \| Clasificación de la etapa \| Clasificación de la etapa \| Clasificación de la etapa \| Clasificación de la etapa \| Clasificación de la etapa \| \| Ciclista \| Ciclista \| Equipo \| Tiempo \| \| \| ------------------------- \| ------------------------- \| ------------------------- \| ------------------------- \| ------------------------- \| \| 1.º \| Jelle Wallays \| Lotto-Soudal \| 3 h 57 min 03 s \| \| \| 2.º \| Sven Erik Bystrøm \| UAE Team Emirates \| + 0 s \| \| \| 3.º \| Peter Sagan \| Bora-Hansgrohe \| + 0 s \| \| \| 4.º \| Elia Viviani \| Quick-Step Floors \| + 0 s \| \| \| 5.º \| Iván García Cortina \| Bahrain-Merida \| + 0 s \| \| \| 6.º \| Danny van Poppel \| LottoNL-Jumbo \| + 0 s \| \| \| 7.º \| Jon Aberasturi \| Euskadi-Murias \| + 0 s \| \| \| 8.º \| Tom Van Asbroeck \| EF Education First-Drapac \| + 0 s \| \| \| 9.º \| Giacomo Nizzolo \| Trek-Segafredo \| + 0 s \| \| \| 10.º \| Ryan Gibbons \| Dimension Data \| + 0 s \| \| |                     |                           |                 |
| |                     |                           |                 |
| Fuente: ProCyclingStats |                     |                           |                 |
| Clasificación de la etapa |                     |                           |                 |
| Ciclista | Ciclista            | Equipo                    | Tiempo          |
| 1.º | Jelle Wallays       | Lotto-Soudal              | 3 h 57 min 03 s |
| 2.º | Sven Erik Bystrøm   | UAE Team Emirates         | + 0 s           |
| 3.º | Peter Sagan         | Bora-Hansgrohe            | + 0 s           |
| 4.º | Elia Viviani        | Quick-Step Floors         | + 0 s           |
| 5.º | Iván García Cortina | Bahrain-Merida            | + 0 s           |
| 6.º | Danny van Poppel    | LottoNL-Jumbo             | + 0 s           |
| 7.º | Jon Aberasturi      | Euskadi-Murias            | + 0 s           |
| 8.º | Tom Van Asbroeck    | EF Education First-Drapac | + 0 s           |
| 9.º | Giacomo Nizzolo     | Trek-Segafredo            | + 0 s           |
| 10.º | Ryan Gibbons        | Dimension Data            | + 0 s           |

## Clasificaciones al final de la etapa

### Clasificación general
| \| Clasificación general \| Clasificación general \| Clasificación general \| Clasificación general \| Clasificación general \| \| Ciclista \| Ciclista \| Equipo \| Tiempo \| \| \| --------------------- \| --------------------- \| ------------------------- \| --------------------- \| --------------------- \| \| 1.º \| Simon Yates \| Mitchelton-Scott \| 73 h 02 min 37 s \| \| \| 2.º \| Alejandro Valverde \| Movistar Team \| + 25 s \| \| \| 3.º \| Enric Mas \| Quick-Step Floors \| + 1 min 22 s \| \| \| 4.º \| Miguel Ángel López \| Astana \| + 1 min 36 s \| \| \| 5.º \| Steven Kruijswijk \| LottoNL-Jumbo \| + 1 min 48 s \| \| \| 6.º \| Nairo Quintana \| Movistar Team \| + 2 min 11 s \| \| \| 7.º \| Ion Izagirre \| Bahrain-Merida \| + 4 min 09 s \| \| \| 8.º \| Rigoberto Urán \| EF Education First-Drapac \| + 4 min 36 s \| \| \| 9.º \| Thibaut Pinot \| Groupama-FDJ \| + 5 min 31 s \| \| \| 10.º \| Tony Gallopin \| AG2R La Mondiale \| + 6 min 05 s \| \| |                    |                           |                  |
| |                    |                           |                  |
| Fuente: ProCyclingStats |                    |                           |                  |
| Clasificación general |                    |                           |                  |
| Ciclista | Ciclista           | Equipo                    | Tiempo           |
| 1.º | Simon Yates        | Mitchelton-Scott          | 73 h 02 min 37 s |
| 2.º | Alejandro Valverde | Movistar Team             | + 25 s           |
| 3.º | Enric Mas          | Quick-Step Floors         | + 1 min 22 s     |
| 4.º | Miguel Ángel López | Astana                    | + 1 min 36 s     |
| 5.º | Steven Kruijswijk  | LottoNL-Jumbo             | + 1 min 48 s     |
| 6.º | Nairo Quintana     | Movistar Team             | + 2 min 11 s     |
| 7.º | Ion Izagirre       | Bahrain-Merida            | + 4 min 09 s     |
| 8.º | Rigoberto Urán     | EF Education First-Drapac | + 4 min 36 s     |
| 9.º | Thibaut Pinot      | Groupama-FDJ              | + 5 min 31 s     |
| 10.º | Tony Gallopin      | AG2R La Mondiale          | + 6 min 05 s     |

### Clasificación por puntos
| Clasificación por puntos | Clasificación por puntos | Clasificación por puntos | Clasificación por puntos | Clasificación por puntos |
| Ciclista                 | Ciclista                 | Equipo                   | Puntos                   |                          |
| ------------------------ | ------------------------ | ------------------------ | ------------------------ | ------------------------ |
| 1.º                      | Alejandro Valverde       | Movistar Team            | 117 pts                  |                          |
| 2.º                      | Peter Sagan              | Bora-Hansgrohe           | 99 pts                   |                          |
| 3.º                      | Dylan Teuns              | BMC Racing Team          | 93 pts                   |                          |
| 4.º                      | Elia Viviani             | Quick-Step Floors        | 80 pts                   |                          |
| 5.º                      | Miguel Ángel López       | Astana                   | 71 pts                   |                          |
| 6.º                      | Benjamin King            | Dimension Data           | 69 pts                   |                          |
| 7.º                      | Simon Yates              | Mitchelton-Scott         | 68 pts                   |                          |
| 8.º                      | Michał Kwiatkowski       | Team Sky                 | 66 pts                   |                          |
| 9.º                      | Danny van Poppel         | LottoNL-Jumbo            | 66 pts                   |                          |
| 10.º                     | Alessandro De Marchi     | BMC Racing Team          | 63 pts                   |                          |

### Clasificación de la montaña
| Clasificación de la montaña | Clasificación de la montaña | Clasificación de la montaña | Clasificación de la montaña | Clasificación de la montaña |
| Ciclista                    | Ciclista                    | Equipo                      | Puntos                      |                             |
| --------------------------- | --------------------------- | --------------------------- | --------------------------- | --------------------------- |
| 1.º                         | Thomas de Gendt             | Lotto-Soudal                | 74 pts                      |                             |
| 2.º                         | Luis Ángel Maté             | Cofidis, Solutions Crédits  | 64 pts                      |                             |
| 3.º                         | Bauke Mollema               | Trek-Segafredo              | 60 pts                      |                             |
| 4.º                         | Benjamin King               | Dimension Data              | 56 pts                      |                             |
| 5.º                         | Pierre Rolland              | EF Education First-Drapac   | 31 pts                      |                             |
| 6.º                         | Miguel Ángel López          | Astana                      | 25 pts                      |                             |
| 7.º                         | Thibaut Pinot               | Groupama-FDJ                | 22 pts                      |                             |
| 8.º                         | Simon Yates                 | Mitchelton-Scott            | 22 pts                      |                             |
| 9.º                         | Michael Woods               | EF Education First-Drapac   | 20 pts                      |                             |
| 10.º                        | Michał Kwiatkowski          | Team Sky                    | 17 pts                      |                             |

### Clasificación de la combinada
| Clasificación de la combinada | Clasificación de la combinada | Clasificación de la combinada | Clasificación de la combinada | Clasificación de la combinada |
| Ciclista                      | Ciclista                      | Equipo                        | Puntos                        |                               |
| ----------------------------- | ----------------------------- | ----------------------------- | ----------------------------- | ----------------------------- |
| 1.º                           | Alejandro Valverde            | Movistar Team                 | 14 pts                        |                               |
| 2.º                           | Miguel Ángel López            | Astana                        | 15 pts                        |                               |
| 3.º                           | Simon Yates                   | Mitchelton-Scott              | 16 pts                        |                               |
| 4.º                           | Thibaut Pinot                 | Groupama-FDJ                  | 29 pts                        |                               |
| 5.º                           | Benjamin King                 | Dimension Data                | 35 pts                        |                               |
| 6.º                           | Steven Kruijswijk             | LottoNL-Jumbo                 | 40 pts                        |                               |
| 7.º                           | Dylan Teuns                   | BMC Racing Team               | 45 pts                        |                               |
| 8.º                           | Rafał Majka                   | Bora-Hansgrohe                | 46 pts                        |                               |
| 9.º                           | Nairo Quintana                | Movistar Team                 | 48 pts                        |                               |
| 10.º                          | Michał Kwiatkowski            | Team Sky                      | 50 pts                        |                               |

### Clasificación por equipos
| Clasificación por equipos | Clasificación por equipos                | Clasificación por equipos | Clasificación por equipos |
| Equipo                    | Equipo                                   | Tiempo                    |                           |
| ------------------------- | ---------------------------------------- | ------------------------- | ------------------------- |
| 1.º                       | Movistar Team                            | 219 h 22 min 47 s         |                           |
| 2.º                       | Bahrain-Merida                           | + 2 min 35 s              |                           |
| 3.º                       | Bora-Hansgrohe                           | + 28 min 04 s             |                           |
| 4.º                       | Sky                                      | + 35 min 07 s             |                           |
| 5.º                       | AG2R La Mondiale                         | + 43 min 29 s             |                           |
| 6.º                       | EF Education First-Drapac p/b Cannondale | + 44 min 45 s             |                           |
| 7.º                       | Dimension Data                           | + 49 min 34 s             |                           |
| 8.º                       | Lotto NL-Jumbo                           | + 1 h 00 min 36 s         |                           |
| 9.º                       | Mitchelton-Scott                         | + 1 h 00 min 56 s         |                           |
| 10.º                      | Astana                                   | + 1 h 04 min 53 s         |                           |

## Abandonos
- Hermann Pernsteiner, no tomó la salida debido a una caída en la etapa anterior.[2]
- Simon Geschke, no tomó la salida por enfermedad.[2]